# Marie von Erdődy

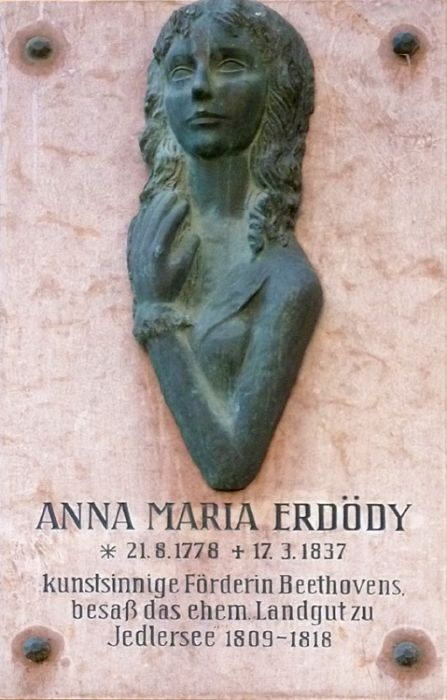
Gedenktafel mit Porträtrelief auf der Beethoven-Gedenkstätte in Jedlesee

Gräfin Anna Maria (Marie) von Erdődy geb. Gräfin von Niczky (* 21. August 1778 in Arad (Banat); † 17. März 1837 in München) war eine ungarische Adlige und eine der engsten Vertrauten von Ludwig van Beethoven.

## Leben
Sie heiratete am 6. Juni 1796 den Grafen Péter von Erdődy zu Monyorokerék und Monte Claudio (1771–1837), der dem Adelsgeschlecht Erdődy entstammt. Mit ihm hatte sie drei Kinder, zwei Töchter und einen Sohn. Am 3. Mai 1798 wurde ihr die große Ehre zuteil, in den Sternkreuzorden aufgenommen zu werden. Vom 3. bis 24. Juni 1800 hielt sie sich mit ihrem Mann in Karlsbad auf. 1805 trennte sie sich von ihrem Mann und lebte später in einer eheähnlichen Gemeinschaft mit ihrem Sekretär und Musiklehrer ihrer Kinder, Franz Xaver Brauchle (1783–1838), der auch als Komponist hervortrat.
Marie Erdődy gehörte schon früh zu den großen Verehrerinnen von Beethoven. Von 1808 bis 1809 wohnte der Komponist sogar in ihrer großen Wohnung in der Wiener Krugerstraße Nr. 1074. Daneben besaß sie ein kleines Landgut in Jedlesee bei Wien, das bis 2013 die Beethoven-Gedenkstätte Wien-Floridsdorf beherbergte. Beethoven widmete Marie Erdődy die beiden Klaviertrios op. 70 Nr. 1 und op. 70 Nr. 2, die Cellosonaten op. 102 Nr. 1 und op. 102 Nr. 2, die für den Cellisten Joseph Linke entstanden, sowie den Kanon Glück, Glück zum neuen Jahr (WoO 176, 1819).
Ab 1815 lebte sie in Paucovec in Kroatien, später in Padua. Im Dezember 1823 übersiedelte sie nach München. Sie liegt im Kloster Schäftlarn begraben.